# Lędziny Hołdunów
Lędziny Hołdunów – zamknięta stacja kolejowa w Lędzinach, w dzielnicy Hołdunów, w województwie śląskim, w Polsce.